# 女孩只想玩樂
《女孩只想玩樂》（Girls Just Want to Have Fun）是美國女歌手辛蒂·羅波在1983年9月份發行的單曲，這是羅伯特·哈薩克（Robert Hazard）在1979年所完成的作品，在當時僅錄製Demo，但因故未上市。辛蒂·羅波的〈女孩只想玩樂〉發行後不單在美國告示牌單曲榜獲得第2名，舞曲榜獲得冠軍，它更獲得翌年葛萊美獎的兩項提名，這首單曲在全美地區銷售突破200萬張。〈女孩只想玩樂〉為30歲的辛蒂·羅波打開了幸運的星途，一夕之間她成為美國樂壇上最受矚目的新人，這首歌曲不僅是她個人最受歡迎的代表作之一，同時也成為1980年代初期提倡女權主義最具時代意義的經典歌曲之一。

## 資料

### 單曲簡介
〈女孩只想玩樂〉收錄於辛蒂·羅波個人首張錄音室專輯《她非比尋常》（She's So Unusual）中，起初這首歌曲是在1979年由來自費城的男歌手羅伯特·哈薩克（Robert Hazard）所創作，但當年他並沒有在唱片市場上發表這首歌曲。直到1983年，剛滿30歲的辛蒂·羅波錄製了〈女孩只想玩樂〉，她修改過部份的歌詞，歌曲講的是女孩的事，但辛蒂·羅波那獨特出眾的嗓音，稚嫩童音略帶神經質的唱腔，加上她誇張大膽又標新立異的打扮，令人不會輕易想到她的實際年齡。〈女孩只想玩樂〉的歌詞在講述女孩子最快樂的事情，莫過於是和自己的閨密們在一起，盡情的尋歡作樂。辛蒂·羅波想藉著這首歌曲告訴所有女孩們，放手大膽去做會讓自己能夠快樂的事情，無論是談戀愛或是逛街等等，讓自己開心是最重要的。雖然歌詞在現代看似平淡無奇，但在1980年代初期女性意識開始抬頭的社會氛圍中，〈女孩只想玩樂〉特別具有時代象徵意義。

其後〈女孩只想玩樂〉還有改編版本，名為〈Hey Now (Girls Just Want to Have Fun)〉，和原版本最大的不同是新版本呈現的是雷鬼味道的舞曲風格，這首歌曲收錄於辛蒂·羅波在1994年所發行的精選輯《Twelve Deadly Cyns...and Then Some》中。

### 商業成績
〈女孩只想玩樂〉是從專輯《她非比尋常》中第一首推出的單曲，它也是辛蒂·羅波的出道歌曲。〈女孩只想玩樂〉在1983年9月初推出，藉著當時新興崛起的音樂影片三個月密集宣傳放送下，這首歌曲終於在12月17日打進美國告示牌單曲榜，首週成績為第80名，進榜後名次不斷往上攀升，1984年3月10日來到坐二望一的位置，無奈受阻於范·海倫樂團（Van Halen）的〈Jump〉，在蟬連兩週後無力晉級宣告功成身退。不過〈女孩只想玩樂〉在單曲榜內共待了25週，成為辛蒂·羅波在榜上停留時間最久的歌曲，而這首歌曲在美國地區單曲銷售數字為雙白金（250萬張），這也是辛蒂·羅波唯一一首多白金歌曲。〈女孩只想玩樂〉還成為辛蒂·羅波首支冠軍舞曲，1984年3月24日摘下舞曲榜一週冠軍。〈女孩只想玩樂〉在1984年告示牌年終單曲榜中位居第15名，該年度辛蒂·羅波共有3首歌曲進入年終榜，〈女孩只想玩樂〉是名次最高的一首歌曲。
〈女孩只想玩樂〉不只走紅於美國，在英國它也廣受歡迎，這首歌曲在英國單曲榜最高成績獲得第2名，成為辛蒂·羅波在英國成績最好的歌曲。

其後1994年的新版本〈Hey Now (Girls Just Want to Have Fun)〉在美國單曲榜僅獲得第87名，不過在英國單曲榜拿到第4名的不錯成績。

### 獎項記錄評價
〈女孩只想玩樂〉為辛蒂·羅波獲得第27屆葛萊美獎（Grammy Award）的「Record of the Year」和「Best Female Pop Vocal Performance」兩項提名，但最後都雙雙敗給了蒂娜·透娜（Tina Turner）。〈女孩只想玩樂〉風光入圍第一屆MTV音樂錄影帶大獎（MTV Video Music Awards）六項提名，最後獲得「Best Female Video」大獎。

## 資料來源
1. ↑  .   [2016-12-01]. （原始内容存档于2017-02-01）.
2. ↑  .   [2016-12-01]. （原始内容存档于2016-12-26）.
3. ↑  .   [2016-12-01]. （原始内容存档于2017-01-29）.
4. ↑  .   [2016-12-02]. （原始内容存档于2016-11-23）.
5. ↑  .   [2016-12-02]. （原始内容存档于2016-09-16）.
6. ↑  .   [2016-12-02]. （原始内容存档于2016-10-30）.
7. ↑  .   [2016-12-02]. （原始内容存档于2015-05-12）.
8. ↑  .   [2016-12-02]. （原始内容存档于2016-11-09）.